# Smilax davidiana
Smilax davidiana är en enhjärtbladig växtart som beskrevs av A.Dc. Smilax davidiana ingår i släktet Smilax och familjen Smilacaceae. Inga underarter finns listade.